# Чолак-Антич, Лазар Константинович
Лазар Константинович Чолак-Антич (серб. Лазар Константинов Чолак-Антић; 1839, Крушевац — 20 сентября 1877, Крушевац) — сербский военачальник, сын Константина Чолак-Антича и его жены Йованки Чолак-Антич, брат Ильи Чолак-Антича, был командующим сербской армией в сербско-турецкой войне 1876—1877 годов. Подполковник Лазар Чолак-Антич, во время войны получил воспаление, от которого и умер.

## Биография
Родился в Крушеваце в 1839 году. В девять лет потерял обоих родителей.
Получил начальное и среднее образование. В 1855 году поступил в Военную академию. В 1861 году поступил офицером в прусскую армию для совершенствования. В 1863 году вернулся в Сербию.
В 1865 году поступил на гражданскую службу, как профессор гражданской практики, позже служил лейтенантом в Артиллерийской администрации в Крагуеваце.
В 1867—1871 годах профессор артиллерии в Военной академии в Крагуеваце. Написал книги: «Использование артиллерии в поле», «Справка для артиллеристов» и «Тактика». В то время он преподавал его светлости князю Милану артиллерийскую тактику. Становится постоянным членом «Научного общества Сербии». В 1871 году он был назначен главным в литейной мастерской в Крагуеваце. В 1874 году получил звание майора и командование Чачакской бригадой. 1875 году получил в командование Крушевацкую бригаду.
Непобедимый защитник округа от турок с крушевацкой бригадой. Он защитил Вуканью и Янко ущелья, освобождая путь армии князя Лазаря, оставляя местные земли непогаженными для их потомков и их родины. За это ему было присвоено звание подполковника, а также он был награждён серебряной медалью за отвагу и Таковским крестом за заслуги.
В мае 1877 года был назначен командиром моравской дивизии. Рано потерял свою жену Елизавету и детей. У него осталась только одна дочь Милица.
Из-за болей вызванной болезнью и мучительных переживаний за Родину 20 сентября 1877 года покончил жизнь самоубийством в Крушеваце. Похоронен в Белграде.
Тетя Лазаря Мара вырастила Милицу, которая позже вышла замуж за основателя газеты «Политика» Владислава Рибникара.